# Zaruddia (rejon romeński)
Zaruddia (ukr. Заруддя) – wieś na Ukrainie, w obwodzie sumskim, w rejonie romeńskim. W 2001 roku liczyła 429 mieszkańców.